# Armillaria ostoyae

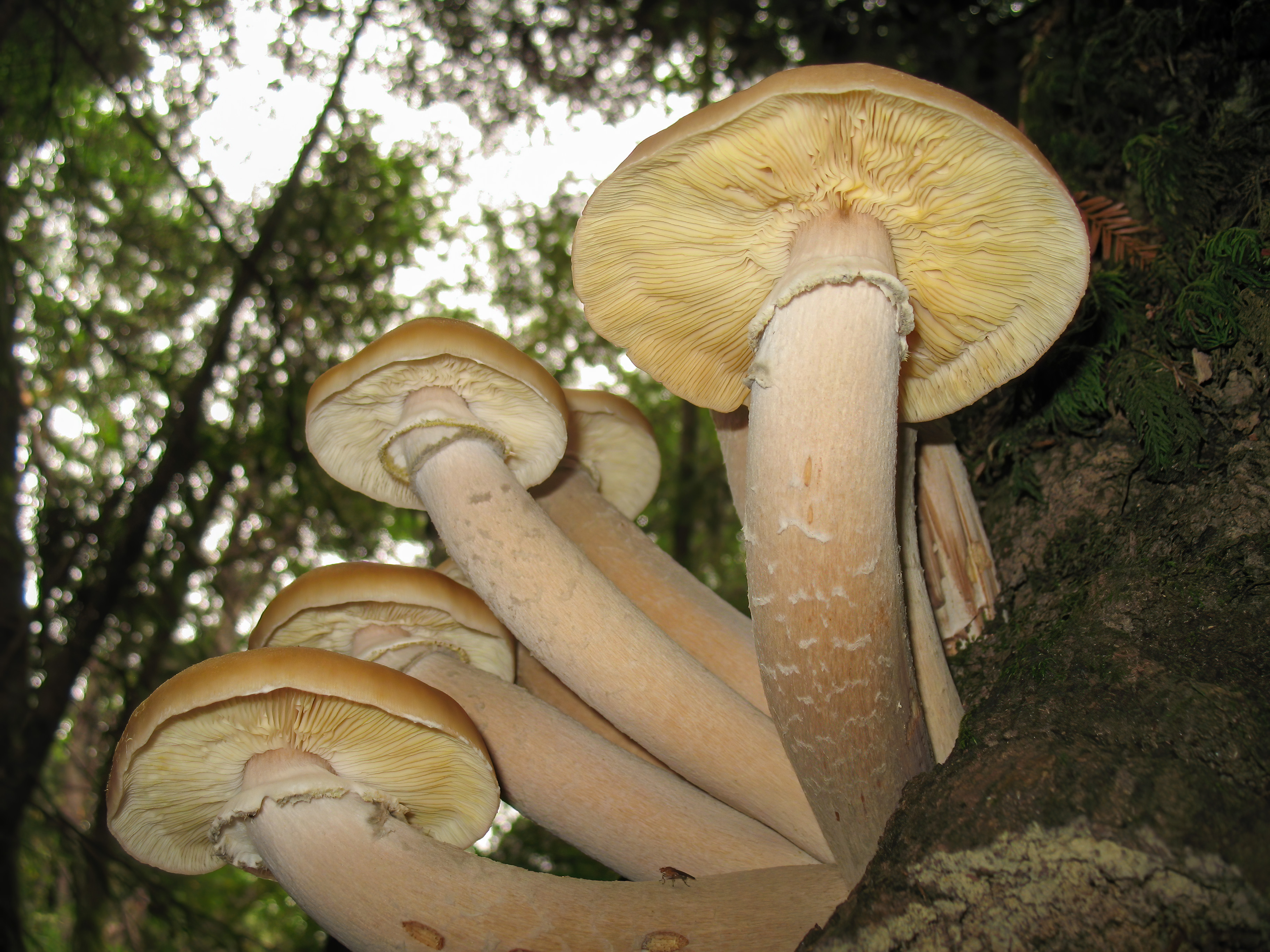
Armillaria ostoyae.

Armillaria ostoyae es un hongo saprofito comestible comúnmente llamado hongo de la miel.
Es la variante, mucho más común en el oeste de EE. UU.,  del  grupo de especies que comparten el nombre Armillaria mellea. Armillaria ostoyae. Es bastante común en bosques de coníferas del oeste de la cordillera de las Cascadas.  
El micelio ataca los vasos floemáticos y atraviesa grandes distancias en la corteza o entre árboles en la forma de rizomorfos negros.  
Una honguera de este tipo en el bosque nacional Malheur en las montañas Blue («Blue Mountains») (Oregón), del este de Oregón, es la colonia clonal más grande, con 8,9 km² de área. El organismo se estima tendría 2400 años de antigüedad. Se estima que pesaría 605 t.  Si esta colonia fuera considerada un solo organismo, entonces sería el organismo conocido más grande, y rivales como el «aspen grove» Populus tremuloides sería el organismo más viejo.
En 1992 se descubrió un pariente clonal de las montañas Blue en el sudoeste del estado de Washington, cubriendo 6 km².
Otro espécimen de Armillaria bulbosa se encontró cerca de Crystal Falls, Míchigan con 0,15 km², y fue publicado en Nature 356:428-431. La colonia de este hongo comestible cubre un área de 8,9 km² en el bosque nacional Malheur de Oregón (Estados Unidos).